# Хепти

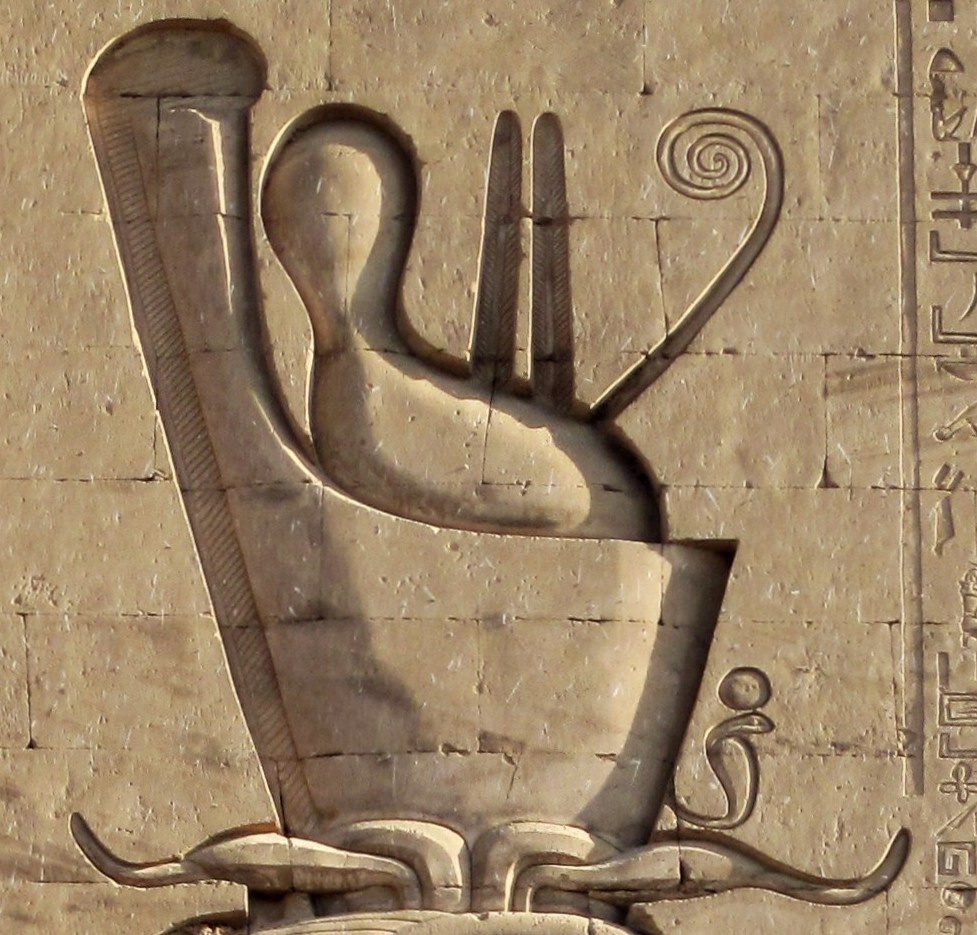
Корона хепти. Рельеф из храма в Эдфу

Хепти (также известна как «двойная корона с перьями») — древнеегипетская корона богов, первые упоминания о которой восходят ко временам Древнего царства.

## Строение короны
В основе хепти лежит двойная корона (пшент), по обе стороны от которой разветвляются два спирально закрученных бараньих рога. Сверху над короной возвышаются два прямых страусиных пера. В задней части короны возвышается третье перо. Над рогами расположен солнечный диск и урей. Два страусиных пера символизируют правый и левый глаза бога.

## Хепти в мифологии
В храме фараона Сахура изображён рельеф бога Сопду в короне хепти, у которой спирально закрученная пружина достигает небес. Исходя из этого можно предположить, что это была небесная корона.
В греко-римский период корона хепти играла очень важную роль. Её связывали с детьми богов, которые получали корону в наследство от своих божественных родителей. Вместе с короной они получали и власть на небе. В короне хепти изображали таких богов, как Бехдет и Гор Бехдетский, которые претендовали на власть.